# 元村次宏
元村 次宏（もとむら つぐひろ、1968年 - ）は日本のテレビドラマ演出家。京都府出身。東通企画所属。
松竹京都映画撮影所（現松竹京都撮影所）で助監督としてキャリアをスタート。

## 主な演出作品

### 演出
- 許さへんで!悪質商法
- シンマイ。
- 11通の…出せなかったラブレター
- デザイナー
- よろず刑事
- 桜2号
- ハンターコード
- 初恋 net.com
- 学問ノススメ
- 土曜ワイド劇場 ミステリー作家 六波羅一輝の推理・白骨の語り部

- 撮らないで下さい!!グラビアアイドル裏物語
- 世にも奇妙な物語 2013年 秋の特別編「仮婚」

## 主なプロデュース作品
- 僕のいた時間（2014年）
- オリエント急行殺人事件（2015年新春）
- 駐在刑事シリーズ
- 検証捜査
- ダブルチート 偽りの警官 Season1（2024年）[1]